# Інтер (Запрешич)
«Запре́шич» (хорв. Nogometni klub Inter-Zaprešić) —  хорватський колишній футбольний клуб з однойменного міста, розформований у 2022 році.

## Історія
Клуб був заснований в 1929 році. Спочатку носив ім'я «Сава», потім — «Югокераміка» на ім'я спонсора, керамічної фабрики. У 2003 році клуб змінив назву на «Інтер» Запрешич. Найбільше досягнення — перше місце в турнірі, що проводиться в кінці 1991 року і визнаному як футбольний чемпіонат хорватської республіки. «Інтер» є першим хорватським клубом, який грав за кордоном проти англійського «Брайтона». Клуб має прізвиська «гончар» відповідно до спонсором. Інтер грає свої матчі на однойменному стадіоні «Інтер». Арена складається з двох частин. Західна частина займає 3028 місць, Східна група сидінь займає 400 і 1100 стоячих місць.

## Колишні назви
- NK Sava (1929-1932)
- NK Jelačić (1932-1962)
- NK Jugokeramika (1962-1991)
- NK Inker (1991-2003).

## Досягнення
- Срібний призер чемпіонату Хорватії: 2004–05.
- Володар кубка Хорватії: 1992.